# Happiness (альбом Dance Gavin Dance)
Happiness — третий студийный альбом американской постхардкор-группы Dance Gavin Dance (также известный как «Death Star» из-за обложки альбома), выпущенный 9 июня 2009 года на лейбле Rise Records. Это второй подряд и последний студийный альбом группы, в котором участвуют Курт Трэвис на чистом вокале и Закари Гаррен на гитаре, и единственный студийный альбом, в котором не участвует скриминг-вокалист Йон Месс, покинувший группу в 2008 году и вернувшийся в 2010 году. Это также единственный студийный альбом группы, в котором участвует бас-гитарист Джейсон Эллис, и единственный релиз, в котором звучит скриминг-вокал ведущего гитариста Уилла Свона. Альбом стал продолжением второго студийного альбома группы Dance Gavin Dance (2008) и был спродюсирован Крисом Крамметтом, который записал альбом вместе с группой в Портленде, штат Орегон, в студии Interlace Audio Recording Studio в феврале 2009 года. После выхода альбом занял 145-е место в Billboard 200 и 30-е место в чарте Top Independent Albums.
Альбом значительно отличается от традиционного постхардкора и эмо-звучания группы, переходя в фанк-рок и экспериментальный рок. Happiness был поддержан лид-синглом «Don’t Tell Dave», который был выпущен 28 мая 2009 года. Второй сингл, «NASA», был выпущен 31 мая. Клип на третий сингл альбома, «Tree Village», был выпущен 15 августа 2009 года. В поддержку альбома группа провела короткие гастроли по Северной Америке, Европе и Австралии. 1 ноября 2019 года группа выпустила инструментальную версию альбома на платформах потокового вещания и цифрового скачивания.

## Отзывы
| Оценки критиков       | Оценки критиков |
| Источник              | Оценка          |
| --------------------- | --------------- |
| AllMusic              | [ 2 ]           |
| Alternative Press     | [ 3 ]           |
| Blare                 | [ 4 ]           |
| Reviewrinserepeat.com | [ 5 ]           |

Альбом получил умеренные отзывы музыкальной критики и интернет-изданий.
В Allmusic отметили, что «Третий альбом прогрессив-металлической группы Dance Gavin Dance наполнен эклектикой, которая впечатляет настолько, насколько и вызывает разногласия. Склонность группы к дэт-металлическим скримовым куплетам и попсовым альтернативным роковым припевам на этот раз кажется более доступной, но значительный недостаток хуков не позволяет этим десяти песням приклеиться к „крыше вашего рта“. В лучшие свои моменты („Nasa“, „I’m Down with Brown Town“, „Don’t Tell Dave“) Happiness ощущается как мешанина из лучших частей групп Fishbone, Protest the Hero и Chiodos, но слишком часто она спускается в носовое царство школьного эмо („Tree Village“, „Powder to the People“), требуя слишком много работы от слушателя, чтобы оправдать мизерную отдачу от инвестиций».

## Список композиций
| №                   | Название                            | Длительность |
| ------------------- | ----------------------------------- | ------------ |
| 1.                  | «Tree Village»                      | 3:21         |
| 2.                  | «NASA»                              | 3:35         |
| 3.                  | «I'm Down with Brown Town»          | 3:01         |
| 4.                  | «Carl Barker»                       | 5:13         |
| 5.                  | «Happiness» (featuring Tony Tataje) | 3:29         |
| 6.                  | «Self-Trepanation»                  | 3:13         |
| 7.                  | «Strawberry Swisher, Pt. 1»         | 3:28         |
| 8.                  | «Don't Tell Dave»                   | 3:17         |
| 9.                  | «Strawberry Swisher, Pt. 2»         | 3:06         |
| 10.                 | «Powder to the People»              | 5:11         |
| Общая длительность: | Общая длительность:                 | 36:54        |

## Чарты
| Чарт (2009)                            | Высшая позиция |
| -------------------------------------- | -------------- |
| США (Billboard 200)                    | 145            |
| США (Billboard Top Independent Albums) | 30             |